# Historia de Chechenia

Mapa topográfico del Cáucaso Norte.

Los Nojchi, como se llaman a sí mismo los chechenos, son uno de los pueblos que habitan desde tiempos inmemoriales las montañas del Cáucaso; su idioma pertenece al grupo naj (norte centro) de la gran familia lingüística caucásica. 
La sociedad chechena ha estado tradicionalmente organizada en clanes locales autónomos, llamados Teips.

## Historia temprana
Durante el siglo III, el primer estado álano trató de dominar el Cáucaso. En el siglo IV los hunos lograron dominar la región. Desde el siglo VIII y hasta el siglo XIII, el segundo estado álano dominó a Chechenia. Los sectores gobernantes eran los osetios y los cabardinos. Entre los siglos VIIl y XI el imperio de los Jázaros y el Califato Abasida se disputaron el país una y otra vez. El idioma checheno se escribió durante ese período por primera vez en caracteres árabes. En el siglo XIII y hasta el siglo XIV los mongoles de la Horda de Oro dominaron sobre Chechenia. En la Edad Media los chechenos étnicos poblaban la región del sudeste montañosa de Chechenia.
Durante el siglo XV, las tribus caucásicas liberaron su territorio y llegaron hasta la llanura en lucha contra los mongoles. Desde el siglo VII hasta el siglo XVI muchos chechenos e ingushetios fueron cristianos, pero la influencia del Islam fue creciendo hasta que los sunitas se convirtieron en la mayoría religiosa. Desde el siglo XVI turcos, persas y rusos se disputaron el dominio de Chechenia y del Cáucaso. La influencia rusa empezó desde el siglo XVI cuando Iván el Terrible fundó Tarki en 1559, donde fueron asentados los primeros cosacos. El ejército ruso desplegado en la región (año 1577) estaba compuesto principalmente por cosacos del Térek que se habían trasladado a Chechenia desde la región del Volga. Durante cientos de años desde entonces los cosacos que poblaban las llanuras convivieron sin conflictos con los chechenos de las montañas.

## Lucha contra el Imperio ruso
En 1783, como parte de la política expansionista del Zar, el Imperio ruso firmó con el reino georgiano de Kartli-Kajetia (que había sido devastado por invasiones turcas y persas) el Tratado de Gueórguiyevsk, según el cual Kartli-Kajetia se convirtió en protectorado de Rusia. Para asegurar comunicaciones con Georgia y otras regiones de Transcaucasia, Rusia incrementó su influencia en las montañas del Cáucaso.
En 1794, el jeque Mansur Ushurma, un musulmán sufí checheno, unificó la resistencia del los pueblos del Cáucaso contra el Zar. Finalmente fue derrotado y apresado por los rusos, que, aunque ocuparon parte del Cáucaso, no lograron conquistar Chechenia.
En 1814, el gobernador ruso del Cáucaso advirtió al zar Alejandro I: «Con su ejemplo de independencia, los chechenos pueden contagiar su espíritu rebelde incluso a los más leales pueblos del imperio, [así que] no tendremos paz mientras uno solo siga con vida». En 1818, las tropas rusas, comandadas por el general Alekséi Yermólov, invadieron Chechenia y establecieron el fuerte ruso de Grozni.
Entre 1829 y 1864, el Imanato del Cáucaso, gobernado por el imán Shamil entre 1834 y 1859, luchó contra el ejército ruso, constituyendo dicha lucha parte de la Guerra del Cáucaso. León Tolstói se alistó en el ejército ruso en 1851; tras conocer la directamente realidad chechena durante más de dos años, pasó de enemigo a convertirse en admirador de la resistencia chechena: 

Ningún checheno habla de odio hacia los rusos; el sentimiento compartido por todos los chechenos, desde los más jóvenes hasta los más viejos, es mucho más fuerte que el odio.

Como resultado de ese proceso, entre 1852 y 1856, Tolstói pasó de militar a escritor y luego se hizo pacifista. Sus novelas cortas Los cosacos (1863) y, especialmente, Hadjí Murat (1912) reflejan su experiencia en la Guerra del Cáucaso.
En 1859, el imán Shamil fue derrotado y detenido. Chechenia pasó a formar parte de la óblast del Térek del Imperio ruso, que culminó la conquista del país en 1864. Los recursos petroleros han estado desde entonces en el punto de mira de los inversionistas rusos e internacionales. En 1893, diversas compañías petroleras francesas, y luego inglesas y holandesas, comenzaron la explotación de crudo en el país.

## Poder soviético
Durante los sucesos de 1917 los chechenos apoyaron la revolución contra el zarismo. En 1918 la República del Cáucaso Norte, que incluía Chechenia, declaró su independencia, poco después de la revolución bolchevique. En 1917 los chechenos tomaron varias stanitsas cosacas.
En 1919 los chechenos desencadenaron una guerra contra los cosacos locales y el ejército blanco zarista que invadió el Cáucaso, comandado por el general Antón Denikin. A partir de septiembre de 1919 las zonas controladas por la alianza de los bolcheviques y el jeque daguestano Uzún Hadzhí (o Hadjí) fueron llamadas Emirato del Cáucaso Norte. En 1920 terminó esta guerra con la derrota de Denikin. El Ejército Rojo controló Chechenia y fue nacionalizado el petróleo. 
Tras la muerte del jeque Uzún Hadzhí, aliado de los "rojos" hubo una nueva rebelión, esa vez contra los bolcheviques, que fue reprimida en 1921 tras varios meses de combates, ya que los bolcheviques consiguieron el apoyo de parte del campesinado checheno con los programas de reforma agraria. El Congreso de los pueblos de la Montaña celebrado este mismo año declaró la formación de la República Soviética de los Montañeses. En 1922 otro levantamiento checheno dirigido por Saed Beek logró pactar la autonomía para Chechenia, bajo la forma de región autónoma.
Entre 1923 y 1928 el poder soviético se consolidó en Chechenia e Ingushetia; los bolcheviques entregaron a esta república el territorio que ocupaban los cosacos del Térek. En 1924 se subdividió la República de los Montañeses y comenzó un breve periodo de relativa tranquilidad al ser derrotado en 1925 el imán Najmudín, que se oponía a la refroma agraria.

### Régimen Estalinista
Entre 1929 y 1935 se produjeron centenares de levantamientos campesinos contra la campaña de colectivización forzada de Stalin y una ola de rebeliones antisoviéticas continuó durante los siguientes diez años tomando gradualmente el carácter de una guerra de guerrillas. En medio de fuerte represión, el gobierno de Stalin, en 1934 fusionó forzadamente las regiones de Chechenia e Ingushetia y las convirtió en una república autónoma.
Desatada la Segunda Guerra Mundial y la invasión alemana a la Unión Soviética, la crisis se intensificó y surgió el gobierno rebelde de Israílov y Sherípov. Los servicios secretos de Alemania habían logrado después de la Primera Guerra Mundial controlar los contactos que Turquía tenía en Chechenia y que se afianzaron mediante relaciones con los dirigentes que se opusieron a la reforma agraria y luego sirvieron para infiltrar el gobierno rebelde Checheno. En junio de 1942, ese gobierno rebelde checheno repartió una circular, pidiendo a la población que "reciba a los alemanes como huéspedes bienvenidos". Ese gobierno declaró que los nazis alemanes que estaban en ese momento invadiendo el Cáucaso, serían saludados con hospitalidad si reconocían la independencia de la república chechena. Esta posición del gobierno rebelde fue más tarde utilizada por Stalin como pretexto, para decretar la completa deportación de la población de Chechenia e Ingushetia, incluidos los comunistas de ambos países.
El 23 de febrero de 1944 el gobierno de Stalin deportó a todos los chechenos, comunistas incluidos[cita requerida], a Kazajistán, Kirguistán y Siberia. Tanto Stalin como Beria, jefe de la NKVD, eran georgianos, pueblo tradicionalmente rival de los chechenos. Un total de 459.486 personas según los registros oficiales fueron llevadas al exilio en trenes sin comida ni agua y privados de sus posesiones, incluían chechenos, ingusetios, osetios y daguestaníes, miles murieron en el viaje, muchos más en las terribles condiciones en las que tuvieron que vivir. Documentos de la NKVD estiman que 231.000 de ellos murieron sólo en Siberia. Solamente en 1956 se permitiría a estos pueblos volver encontrándose una gran cantidad de colonos rusos (muchos de estos colonos y sus descendientes huirían al colapsar la URSS de Chechenia).

## Chechenia postsoviética
Los eventos que desencadenaron la disolución de la Unión Soviética incidieron directamente en Chechenia: La perestroika y la glásnost llevaron a un movimiento nacional fuerte; en septiembre de 1991, el gobierno de la República Autónoma de Chechenia e Ingusetia renunció al poder presionado por el partido pro independencia Congreso Nacional del Pueblo Checheno (CNPCh), cuyo máximo dirigente era el exgeneral de la fuerza aérea soviética Dzhojar Dudáyev.

### Independencia

Bandera de la república, 1990-1994 y 1996-2000; actualmente bandera de la nación chechena y del gobierno de la montaña chechena.

Bandera de los gobiernos prorrusos, 1994-1996 y 2000-2005.

Bandera del gobierno prorruso desde 2005.

Durante el mismo período, militantes del CNPCh tomaron el control de toda la república, copando el congreso local y dando muerte al jefe ruso de Grozni, Vitali Kutsenko. El mes siguiente Dzhojar Dudáyev ganó un sorprendente apoyo popular para ocupar el gobierno central, copar la administración y convertirse en presidente. Dzhojar Dudáyev proclamó de forma unilateral la independencia, y como consecuencia de esto, el presidente de la Federación Rusa Borís Yeltsin despachó tropas a Grozni, las que fueron obligadas a retirarse cuando milicianos chechenos las rodearon en el aeropuerto.
La República Autónoma de Chechenia e Ingusetia se dividió en dos en junio de 1992, e Ingusetia (como República Autónoma) se integró a la Federación Rusa. La declaración formal de independencia de Chechenia por su nuevo parlamento fue hecha en 1993, como la República Chechena de Ichkeria. Entre 1991 y 1994, 300 mil personas de etnias diferentes a la chechena, sobre todo rusos, huyeron de la república. Ocurrieron actos de violencia contra la población no-chechena. La industria comenzó a fallar después de que la abandonaran ingenieros y trabajadores rusos. Esto facilitó los intentos de Rusia de evitar la independencia y recuperar el control de República a través de la Primera y segunda guerra chechena, librada entre varios grupos armados chechenos y el ejército federal, resultando en alrededor de 150.000 muertes en el período abarcado entre 1994 y 2003. Las guerras de Chechenia han sido los conflictos más sangrientos del Cáucaso en la época reciente.

### Primera guerra chechena (1994-1996)
La primera guerra de Chechenia, desencadenada por decisión Yeltsin a partir de 1994 y hasta 1996, fue un desastre para Rusia. Se produjeron grandes fracasos propagandísticos como Budiónnovsk. Los rusos atacaron Grozni y ante la imposibilidad de vencer la resistencia y dominar el territorio, Lébed, el enviado de Yeltsin, firmó un armisticio. Habían muerto ya 80.000 personas por causa de esta guerra. 
Tras el asesinato de Dzhojar Dudáyev en 1996, la debilidad del estado e instituciones chechenas hizo crecer el islamismo radical (wahabismo). Pero existen diferentes facciones islámicas.

### Segunda guerra chechena (1999-2002)

Mapa de Chechenia.

La segunda guerra comenzó tras la invasión de Daguestán por fundamentalistas wahabistas chechenos, daguestanos y de otras nacionalidades, que pretendían establecer una república islámica. Ocurrieron también graves atentados de Moscú contra edificios residenciales, que fueron atribuidos a terroristas chechenos. Aunque la incursión en Daguestán no fue apoyada por el gobierno de Chechenia y este condenó los atentados en Moscú, Rusia vio una oportunidad para recuperar su poder y desarrolló una estrategia de ataque a distancia que devastó Chechenia. El ejército ruso logró controlar gran parte del país, pero en las montañas continúan las acciones de diferentes grupos rebeldes independentistas.

### Enfrentamientos recientes
En elecciones organizadas por las autoridades rusas y boicoteadas por los independentistas Ajmat Kadírov, fue elegido presidente en las elecciones del 5 de octubre de 2003. El 9 de mayo de 2004 fue muerto en un atentado en Grozni. El 29 de agosto de 2004 Alú Aljánov, antiguo ministro de interior checheno, fue elegido presidente en unas elecciones realizadas en unas condiciones que fueron nuevamente cuestionadas y boicoteadas por los independentistas.
Junto a este gobierno oficial ruso, existe otro autoproclamado independiente que no es reconocido por ningún estado. En 1997 Aslán Masjádov fue elegido presidente para reemplazar a Dudáyev por cuatro años en elecciones generales, cuando los separatistas controlaban el país. Tras el comienzo de la segunda guerra chechena su poder quedó limitado, ya que ni siquiera podía controlar a la parte de las fuerzas guerrilleras dirigidas por el fundamentalista islámico Shamil Basáyev, cuyos seguidores han realizado ataques terroristas en Moscú, Beslán (Osetia), Ingusetia, Daguestán y otros lugares. Masjádov fue muerto en marzo de 2005 por tropas rusas que intentaban capturarlo, siendo sucedido en el cargo por Sheikh Abdul Halim. El 17 de junio de 2006 Sheikh Abdul Halim Saduláyev murió en una batalla en Argún, siendo sucedido en el cargo por el entonces vicepresidente Dokú Umárov. El 7 de julio de 2006 los rusos anunciaron que habían dado muerte a Basáyev.